# Алфред фон Льовенщайн-Вертхайм-Фройденберг
Алфред Лудвиг Вилхелм Леополд фон Льовенщайн-Вертхайм-Фройденберг (на немски: Alfred Ludwig Wilhelm Leopold Prinz zu Löwenstein-Wertheim-Freudenberg; * 19 октомври 1855, Зиблебен, днес част от Гота; † 20 април 1925, Лангенцел, днес към Визенбах, Баден) от род Вителсбахи, е принц на Льовенщайн-Вертхайм-Фройденберг и политик в Баден.

## Живот
Той е вторият син на 4. княз Вилхелм Паул Лудвиг фон Льовенщайн-Вертхайм-Фройденберг (1817 – 1887) и съпругата му графиня Олга Клара фон Шьонбург-Фордерглаухау (1831 – 1868), дъщеря на граф Карл Хайнрих Албан фон Шьонбург-Глаухау (1804 – 1864) и графиня Кристиана Мария Амалия фон Женисон-Валворт (1806 – 1880). Баща му се жени втори път на 25 май 1870 г. в Париж за Берта Хаген, фрайфрау фон Грюнау (1845 – 1895). Най-големият му брат е бездетния 5. княз Ернст фон Льовенщайн-Вертхайм-Фройденберг (1854 – 1931).
Алфред се жени на 9 февруари 1880 г. във Франкфурт на Майн за графиня Паулина фон Райхенбах-Лесониц (* 6 май 1858, Франкфурт на Майн; † 21 октомври 1927, Лангенцел), дъщеря на граф Вилхелм фон Райхенбах-Лесониц (1824 – 1866) и фрайин Хелена Амелия Гьолер фон Равенсбург (1838 – 1912). Нейният баща е син на курфюрст Вилхелм II фон Хесен-Касел (1777 – 1847) и втората му съпруга Емилия Ортлеп (1791 – 1843), издигната 1821 г. на графиня фон Райхенбах и 1824 г. фон Лесониц.
Те получават от нейната майка за женитбата им имението Лангенцел. Алфред и Паулина построяват там през 1883 г. новия дворец. Алфред се ангажира в земеделието и отглеждане на коне. Той дълги години е президент на Баденската земеделска камера. От 1905 до 1912 г. той е народен представител в Първата Камера на народното събрание в Баден. С изключение на новия дворец имението Лангенцел през 1913 г. е дадено под наем на захарната фабрика Вагхезел (днес „Сюдцукер“).
Алфред умира на 69 години на 20 април 1925 г. в Лангенцел, днес към Визенбах, Баден. Синът му Удо наследява като княз чичо си Ернст фон Льовенщайн-Вертхайм-Фройденберг.

## Деца
Алфред фон Льовенщайн-Вертхайм-Фройденберг и графиня Паулина фон Райхенбах-Лесониц имат децата:
- Олга Амалия Вилхелмина Ернестина Мария Паулина (* 25 октомври 1880, Бон; † 1 юли 1961, Хайделберг), омъжена I. на 5 октомври 1898 г. в Лангенцел за принц Хайнрих фон Шьонбург-Валденбург (* 8 юни 1863, Дройсиг; † 28 декември 1945, Реда), II. на 22 октомври 1920 г. във Франкфурт на Майн за принц Волфганг Вилхелм Густав Карл Лудвиг фон Льовенщайн-Вертхайм-Фройденберг (* 25 ноември 1890, Дренов; † ок. 8 юли 1945, Пулави, Полша)
- Паулина Амалия Адела (* 16 октомври 1881, Хайделберг; † 24 април 1945, Милтиц, Саксония), омъжена на 24 февруари 1900 г. във Франкфурт на Майн за принц Улрих Георг фон Шьонбург-Валденбург (* 25 август 1869, Хермсдорф; † 1 декември 1939, Гутеборн)
- Амелия Каролина Лудовика Габриела фон Льовенщайн-Вертхайм-Фройденберг (* 24 юни 1883, Лангенцел; † 23 септември 1978, Хохбург до Ах, Австрия), омъжена на 5 октомври 1903 г. в Лангенцел за Ото Фридрих фон Кастел-Кастел (* 12 май 1868, Кастел; † 8 юли 1939, Хохбург при Айч, Австрия), син на граф Карл фон Кастел-Кастел (1826 – 1886)[4]
- Маделайна Вилхелмина Феличе Лудовика (* 8 март 1885, Лангенцел; † 30 януари 1976, Гармиш-Партенкирхен), омъжена на 21 ноември 1905 г. в Лангенцел за 4. княз Рихард фон Зайн-Витгенщайн-Берлебург (* 27 май 1882, Берлебург; † 25 април 1925, до Ханау в катастрофа с кола)
- Илка Вилхелмина Августа Адолфина (* 9 януари 1887, Лангенцел; † 31 март 1971, Швайнфурт), омъжена на 26 юли 1905 г. в Лангенцел за граф Фридрих Йозеф Франц Емануел фон Ортенбург (* 23 юли 1871, Кобург; † 4 март 1940, Байерхоф)
- Габриела (* 1888, Лангенцел; † 1892 Франкфурт)
- Елизабет Фердинанда (* 5 май 1890, Лангенцел; † 9 март 1953, Франкфурт на Майн), омъжена I. на 25 септември 1909 г. в Лангенцел (развод 1923) за принц Ото Константин фон Зайн-Витгенщайн-Берлебург (* 11 юни 1878, Мюнхен; † 16 ноември 1955, Бад Ишъл), II. на 28 март 1930 г. във Франкфурт на Майн за Рихард Мертон (* 1 декември 1881, Франкфурт на Майн; † 6 януари 1960, Франкфурт на Майн)
- Удо VI Амелунг Карл Фридрих Вилхелм Олег Паул фон Льовенщайн-Вертхайм-Фройденберг (* 8 септември 1896, Лангенцел; † 26 декември 1980, Кройцвертхайм), 6. княз на Льовенщайн-Вертхайм-Фройденберг, шеф на фамилията (1931 – 1980), женен на 3 май 1922 г. в Кастел за графиня Маргарета фон Кастел-Кастел (* 27 октомври 1899, Кастел; † 24 декември 1969, Вертхайм)